# رامون مارتينيز (لاعب كرة قاعدة)
رامون مارتينيز (بالإنجليزية: Ramón Martínez)‏ هو لاعب كرة قاعدة أمريكي، ولد في 10 أكتوبر 1972 في فيلادلفيا في الولايات المتحدة.

## وصلات خارجية
- رامون مارتينيز على موقع دوري كرة القاعدة الرئيسي (الإنجليزية)
- رامون مارتينيز على موقعبيزبول رفرنس.كوم (الدوري الرئيسي) (الإنجليزية)
- رامون مارتينيز على موقعبيزبول رفرنس.كوم (الدوري الثانوي) (الإنجليزية)
- رامون مارتينيز على موقع إي إس بي إن.كوم (أم.أل.بي) (الإنجليزية)
- رامون مارتينيز على موقع مشجعي الرسوم البيانية (الإنجليزية)